# I.D. night flight
I.D. night flight（あいでぃー ないと ふらいと）とは坂本真綾がパーソナリティを務めるラジオ番組である。全38回放送した。

## 放送時間（日本時間）
- NACK5　毎週日曜22：30～23：00
- fm osaka　毎週日曜深夜24：00～24：30
- FM NORTH WAVE　毎週日曜深夜25：00～26：00『MUSICAL BATON』内
- CROSS FM　毎週金曜深夜25：00～26：00『MUSICAL BATON』内

## コーナー

### コンビニふらいと
坂本の忠実なる愛犬（？）チャッキーがコンビニの商品（主にお菓子）を紹介するコーナー。

### 真綾セレクション
坂本のお気に入りの楽曲を紹介するコーナー。たまに坂本自身の楽曲を流すこともある。第2回放送より開始。
- 第2回『ONLY YOU』（MAKANA）
- 第3回『Use Your Words』（Owen）
- 第4回『』（）
- 第5回『Suddenly』（ラウル・ミドン）
- 第6回『Another Sunny Day 』（BELLE AND SEBASTIAN）
- 第7回『She Will Be Loved』（マルーン5）
- 第8回『Live Forever』（オアシス）
- 第9回『PUT YOUR MONEY WHERE YOUR MOUTH IS』（ジェット）
- 第10回『Your Voice(sings with 土岐麻子)』（中塚武）
- 第11回『New Slang』（THE SHINS）
- 第12回『Early Christmas Morning』（シンディ・ローパー）
- 第13回『指輪』（坂本真綾）
- 第14回『Here Today』（Fugu）
- 第15回『Someone to Watch over Me』（リッキー・リー・ジョーンズ）
- 第16回『エイリアンズ 』（キリンジ）
- 第17回『Walking Under Green Leaves』（Spymob）
- 第18回『Not Anymore 』（The KBC）
- 第19回『PARKING LOTS』（FUGU）
- 第20回『Can I Stay』（Ray Lamontagne）
- 第21回『That Tattoo Isn't Funny Anymore』（Owen）
- 第22回『UNTRUE』（solveig ）
- 第23回『Sanctuary』（ナタリー・インブルーリア）
- 第24回『Candylion』（gruff rtys）
- 第25回『Shakespeare』（スーザン・ケイグル）
- 第26回『ドリーミング』（坂本真綾）
- 第27回『Back to Black』（エイミー・ワインハウス）
- 第28回『Those Dancing Days Are Gone』（Carla Bruni）
- 第29回『Thinking About You』（ノラ・ジョーンズ）
- 第30回『Again & Again 』（The Bird and the Bee）

### 何でも聞いてAgain
坂本がリスナーからの悩みや喜び、怒りなどあらゆる内容のおたよりを読むコーナー。

### 今週の一言
番組の終わりに毎週言う一言。
- 第1回「好きこそものの上手なれ。」
- 第2回「この時間になるとビールが飲みたい。」
- 第3回「運転手さんは天使。今日も全国の天使の皆さん安全運転で。」
- 第4回「名は体を表すってことでやっぱり名前を付けるのは慎重にね。」
- 第5回「涙の数だけキレイになるのよ。あっ、女も男もね。」
- 第6回「お父さんお母さんに隠し事をしたらだめだよ。」
- 第7回「あのね、タイトルは重要ですよ。」
- 第8回「まずはそして最後は自分を信じることですね。」
- 第9回「たまには夜空を見上げて星など眺めてゆったりとした時間を過ごしてみましょう。」
- 第10回「もう12月に入ったからって焦らない。」
- 第11回「心にゆとりがあるときはぜひ星空を眺めたいです。なのでみなさんもちょっと今日は夜空を見上げてみてください。」
- 第12回「最近の中華まんはすごい！」
- 第13回「やっぱり笑顔が一番ということで笑う角には福来るなんで来年も毎日必ず笑えるようにがんばります。」
- 第14回「私も予感を信じて今年一年がんばっていきますので皆さんも予感を大事に。いい予感はぜひ信じてみましょう。」
- 第15回「そうねダイエットね。まあ無理のない程度にとりあえずあのイメトレから。」
- 第16回「やっぱりね、字は丁寧に。」
- 第17回「メールを送る前にはもう1回読み直す。」
- 第18回「命の重みですかね。」
- 第19回「歯磨けよ！」
- 第20回「やっぱりね、日本語は正しく美しくね。」
- 第21回「みなさんぜひ恩師はホントに大切にしてください。」
- 第22回「やっぱりもったいないと言う精神を大切にしたいですね。」
- 第23回「やっぱりね、運動神経の悪い人もね、あのそうやっていろいろ伝説を作っていけばね後でね笑い話になるから。」
- 第24回「人生は旅である。」
- 第25回「やはり眠れない夜は30minutes night flightを聴くといいらしいよ。」
- 第26回「落ち込んだら料理！」
- 第27回「汗はかいたほうがいいよ。」
- 第28回「大人になっても難しいことは、思ってたよりたくさんあるんだよね。」
- 第29回「ケチケチしない。」
- 第30回「友達はなまら大切。」